# Villanuco de Las Encartaciones
Villanuco de Encartaciones, deutsch: Ratonero Vasco („Baskischer Ratonero“), ist eine Hunderasse aus Nordspanien.

## Herkunft und Geschichtliches
Der Villanuco de las Encartaciones ist eine spanische Hunderasse mit Ursprung aus Las Encartaciones (Bizkaia, Baskenland), Kantabrien und dem nördlichen Burgos. Dieser kleine, zierliche Ratero ist fast vom Aussterben bedroht. Umgangssprachlich wird er auch als baskischer Ratonero (Ratonero Vasco) bezeichnet, obwohl dieser Name nicht empfohlen wird.

## Beschreibung
Wie alle Rattler ist der baskische Ratero ein hervorragender Ratten- und Mäusejäger und ein ausgezeichneter Wachhund.
Er ist klein, hat einen zierlichen Kopf, ein kurzes und dicht anliegendes Fell. Die Fellfarben variieren in verschiedenen Brauntönen, von Hell- bis Dunkelbraun.
Aufgrund seiner kleinen Größe und seines sanften und anhänglichen Verhaltens seinem Besitzer gegenüber war er früher sehr beliebt, wurde aber in den vergangenen Jahren von Modehunden aus dem Ausland mehr und mehr verdrängt und ist deshalb auch laut einer aktuellen Zählung auf nur 50 Tiere zurückgegangen und zählt somit zu den vom Aussterben bedrohten baskischen Hunderassen.

## Schutz
Der Villanuco de las Encartaciones ist eine gefährdete Rasse.